# 2(x)ist
2(x)ist는 미국의 속옷, 양말, 수영복 제작 기업이다. 1991년에 설립되었다.